# 드림쏭2
《드림쏭2》(영어: Rock Dog 2: Rock Around the Park)은 2021년 개봉한 미국, 중국의 가족 애니메이션 영화이다. HB 윙크 애니메이션 과 스플래시 엔터테인먼트이 제작하고 라이언스게이트가 배급하였다. 2016년 공개된 《드림 쏭》의 속편이다.

## 출연진
- 그레이엄 해밀턴 - 버디
- 브라이언 드러먼드 - 캄파/오토
- 캐슬린 바 - 리틀 폭시
- 제이슨 심슨 - 랭/리눅스
- 캐시 웨슬럭 - 메이도우
- 앤드류 프랜시스 - 거머
- 애슐리 볼 - 달마
- 도니 루카스 - 리프
- 제임스 히구치 - 슈마이
- 사브리나 피트르 - 웨이
- 리차드 뉴먼 - 노르부
- 브라이언 돕슨 - 플릿우드 야크
- 마이클 애덤스웨이트 - 트레이/칼

### 조연
- 엄상현 - 버디